# Église Saint-Lussorio d'Aggius
L'église Saint-Lussorio d'Aggius, en italien : chiesina di San Lussorio di Aggius, est une petite église champêtre située au lieu-dit Pala di Monti à Aggius dépendant de la paroisse Santa Vittoria d'Aggius, en Sardaigne. L'église est  dédiée à Saint Lussorio.

## Description

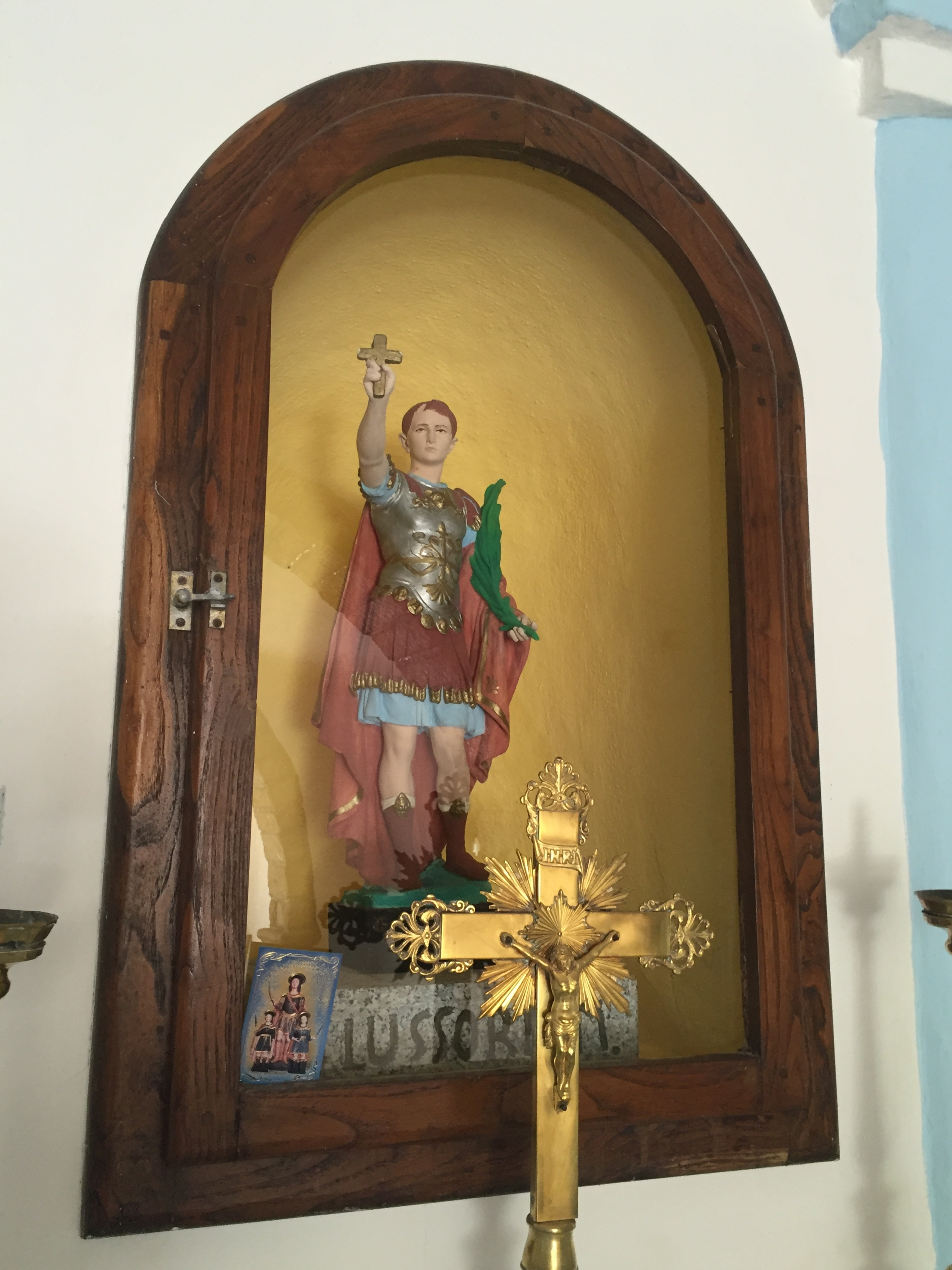
Statue de Saint Lussorio.

L'édifice très simple date du XVIIIe siècle : il est constitué d'un structure rectangulaire, sans presbytère, muni d'une petite croix de granit au-dessus d'une des deux entrées.
À l'intérieur, se trouve une statue de Saint Lussorio.
Une croyance populaire locale attribuait une certaine importance aux mûriers qui entouraient l'église. Ils ont brûlé lors de l'incendie de Curraggia de 1983.